# 皇甫方回
皇甫方回（3世纪—319年），西晋安定郡朝那县（今宁夏回族自治区固原市东南）人，徙居新安（今浙江省淳安县北）。皇甫谧的儿子。
皇甫方回有文才。晋怀帝永嘉初年，朝廷征他为博士，没有就任。避乱荆州，耕织自养，隐居不仕，被南方人敬仰。荆州刺史陶侃礼遇他非常优厚。王敦忌陶侃之功，把陶侃被排挤到广州，王敦从弟王廙为荆州刺史。王廙在荆州大行诛戮，以皇甫方回与陶侃是故旧，责備他不来拜见自己，将他收斩。